# Witold Kraszewski
Witold Józef Eugeniusz Kraszewski (ur. 25 sierpnia 1874 w Łomży, zm. 19 kwietnia 1943 w Warszawie) – profesor technologii chemicznej Uniwersytetu Stefana Batorego w Wilnie. Należał do Polskiej Korporacji Akademickiej Związek Akademików Gdańskich Wisła.

## Życiorys

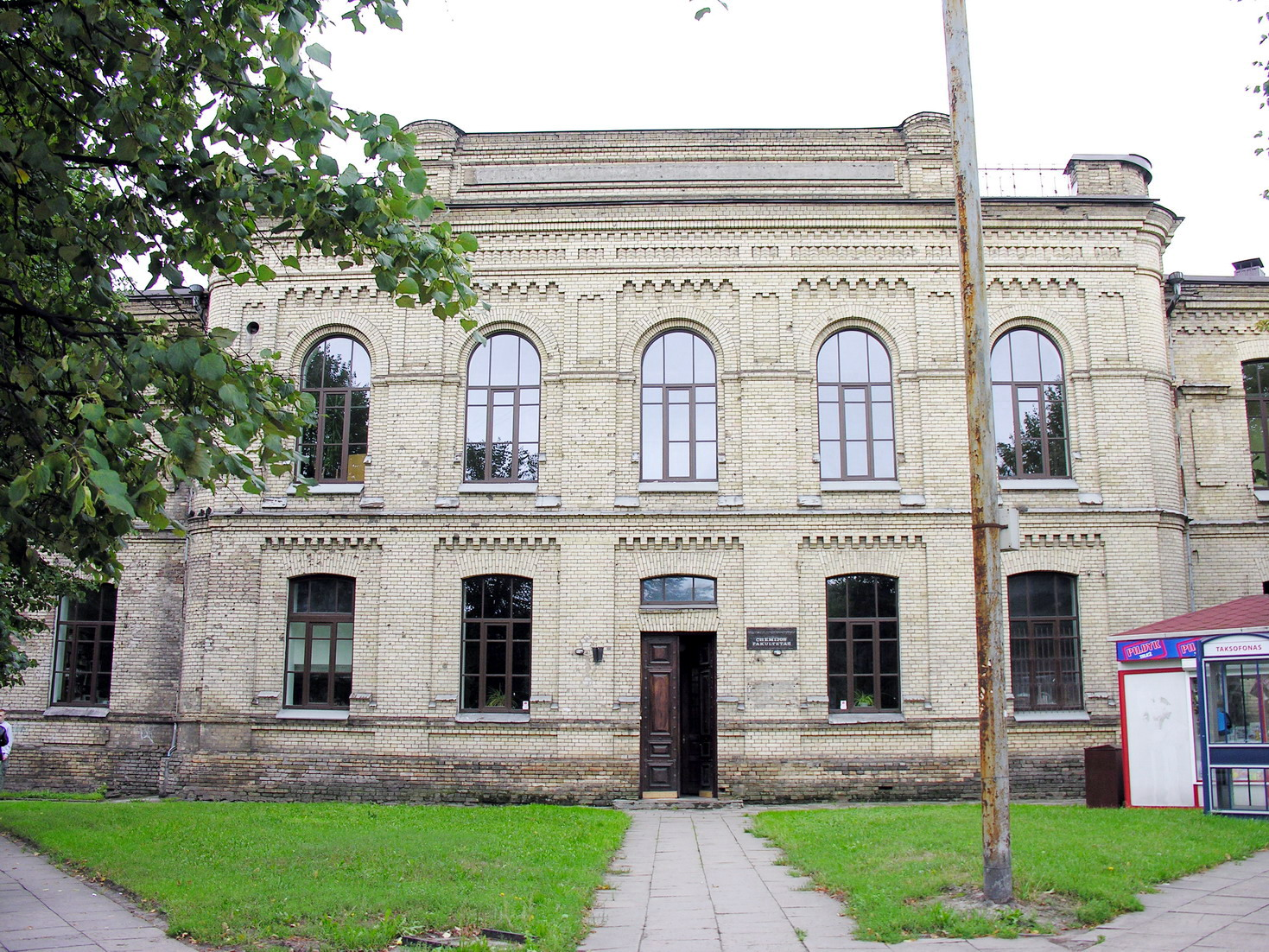
Wydział Chemii Uniwersytetu Stefana Batorego w Wilnie

Witold Kraszewski był synem Konstantego i Felicji ze Żmijewskich. Ukończył gimnazjum w Dorpacie a następnie studiował na Uniwersytecie w Zurychu i na wydziale chemicznym Politechniki w Karlsruhe. Po ukończeniu studiów był nauczycielem akademickim i profesorem technologii chemicznej na Uniwersytecie Stefana Batorego w Wilnie. 
W. Kraszewski był członkiem Towarzystwa Przyjaciół Nauk w Wilnie, Towarzystwa Przyrodniczego im. M. Kopernika oddz. w Wilnie, Société de Chimie Industrielle w Paryżu oraz organizacji społecznych i dobroczynnych w Wilnie.
Zmarł 19 kwietnia 1943 roku i pochowany został na Cmentarzu Powązkowskim w Warszawie, kwatera 165, rząd 5, miejsce 6, 7

## Życie prywatne
18 stycznia 1902 roku poślubił Emmę Holz. 

## Wybrane prace naukowe
- Wapno i magnezya w pożywieniu klas robotniczych, 1916[6]
- Podręcznik do badań produktów spożywczych, przedmiotów użytku domowego i wykrywania ważniejszych alkaloidów, 1917[7]
- Kondensacja benzaloacetonu z aldehydami nitrobenzoesowemi, 1934[8]
- Sorbit w niektórych owocach i winach owocowych krajowych (La sorbite dans quelques fruits et dans les vins des fruits du pays), 1934[9]
- Prezydent Rzeczypospolitej Polskiej prof. dr. Ignacy Mościcki, 1935[10]
- Szkło krzemionkowe (kwarcowe), 1935[11]
- Przemysł ciał promieniotwórczych, 1937[12]
- Nasze bogactwa naturalne, 1939[13]
- Ogień, 1939[14]